# Dermatografia

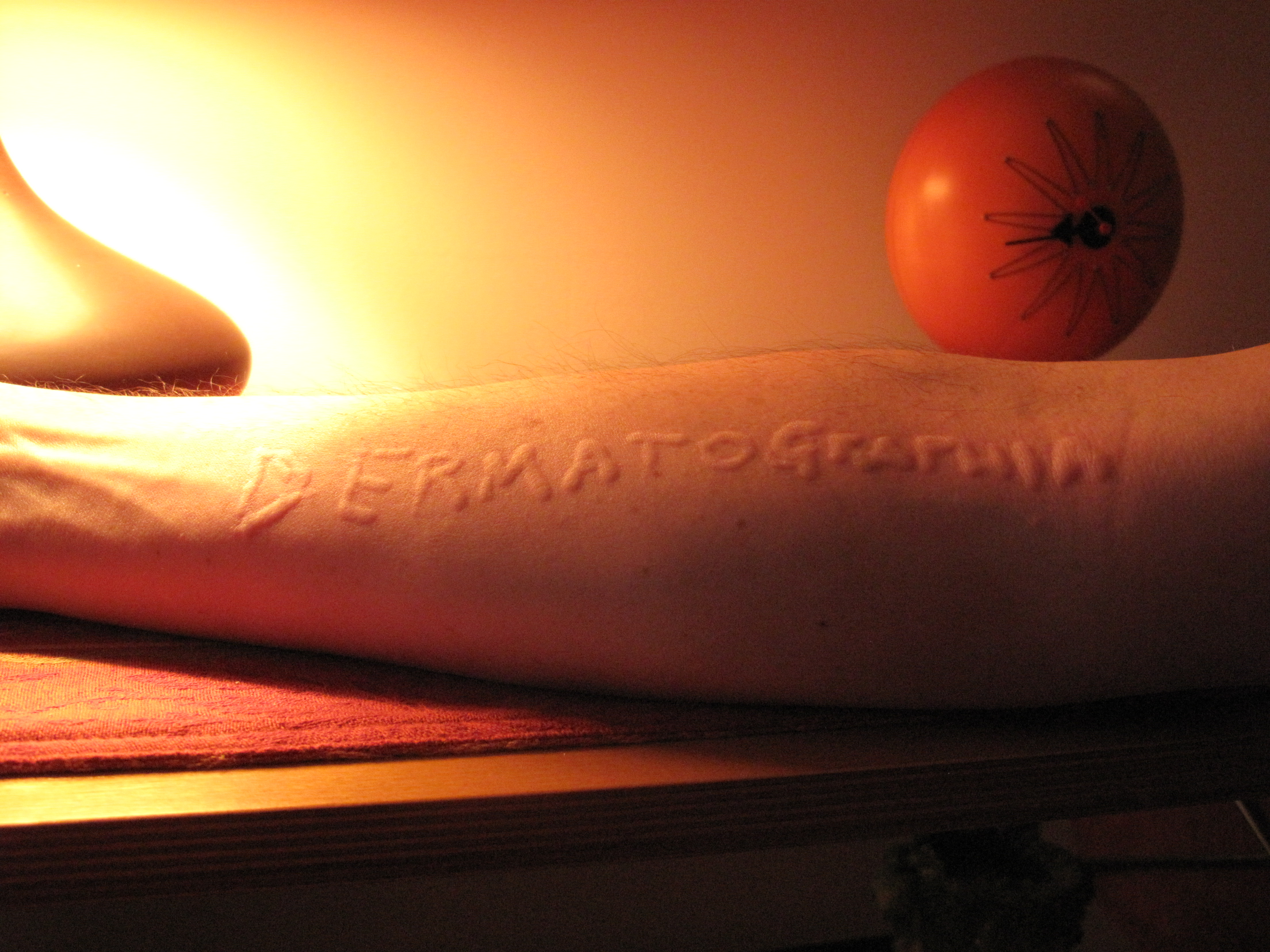
segni della "scrittura su pelle" della dermatografia

La dermatografia (letteralmente "scrittura sulla pelle") è una forma di orticaria che rende la pelle estremamente sensibile, anche con una lieve pressione sono visibili dei segni che seguono il percorso della pressione effettuata sulla pelle. Approssimativamente il 2-5% della popolazione mondiale è affetta da dermatografia.
La dermatografia può essere un sintomo della sindrome da attivazione dei mastociti (MCAS).